# Chim thiên đường lớn
Chim thiên đường lớn (danh pháp hai phần: Paradisaea apoda) là một loài chim thuộc họ Chim thiên đường (Paradisaeidae). Đây là loài điển hình của chi Chim thiên đường (Paradisaea) và họ Chim thiên đường.
Loài này giống với chim thiên đường nhỏ. Giống như nhiều loài chim thiên đường khác, loài chim thiên đường lớn là loài dị hình giới tính cao.